# 李剑飞 (1958年)
李剑飞（1958年3月—），又名李建飞，男，浙江仙居人，中华人民共和国政治人物。

## 生平
李剑飞是浙江省台州市仙居县横溪镇小埠头村人。1978年5月加入中国共产党。1998年3月，担任玉环县政协主席。2000年4月，担任玉环县县长。2002年9月，担任中共玉环县委书记。2003年3月，担任玉环县人大常委会主任。
2005年3月，升任中共衢州市委常委、组织部长。2012年10月，升任衢州市委副书记、市委政法委书记。2013年3月，担任中共浙江省委统战部副部长，浙江省委新经济与新社会组织工作委员会副书记。2016年1月，担任浙江省政协港澳台侨和外事委员会副主任。2018年1月，担任主任。